# Друга градска лига Краљево група Ибар
Друга градска лига Краљево група Ибар је једна од 57 Општинских лига у фудбалу. Општинске лиге су седми ниво лигашких фудбалских такмичења у Србији. Лига броји 8 клубова. Виши ранг је Прва градска лига Краљево.

## Победници свих првенстава
| Сезона   | Бр. клуб. | Првак                          | Бодови | Другопласирани                 | Бодови |
| 2012/13. | 8         | ФК Богутовачка Бања, Богутовац | 33     | ФК Будућност, Самаила          | 29     |
| 2013/14. | 7         | ФК Будућност, Самаила          | 32     | ФК Прогорелица, Прогорелица    | 25     |
| 2014/15. | 9         | ФК Младост, Врдила             | 40     | ФК Мусина Река, Мусина Река    | 32     |
| 2015/16. | 9         | ФК Млада Крила, Метикош        | 51     | ФК Минерал 2015, Рудно         | 31     |
| 2016/17. | 9         | ФК Минерал 2015, Рудно         | 46     | ФК Бане 1931, Рашка            | 34     |
| 2017/18. | 9         | ФК Прогорелица, Прогорелица    | 40     | ФК Богутовачка Бања, Богутовац | 36     |

## Клубови у сезони 2018/19.
| Клуб              | Место     |
| ----------------- | --------- |
| ФК Јединство 2017 | Тутин     |
| ФК БСК 2014       | Буковица  |
| ФК Коштам Поље    | Делимеђе  |
| ФК Младост 1981   | Штулац    |
| ФК Омладинац      | Дракчићи  |
| ФК Студент Витез  | Студеница |
| ФК Будућност      | Самаила   |
| ФК Врњци          | Врњци     |